# Aurelian Silvestru
Aurelian Silvestru (n. 1 octombrie 1949, Cușelăuca) este un scriitor, psiholog, publicist și pedagog român din Republica Moldova. El este fondatorul și directorul Liceului de Creativitate și Inventică „Prometeu-Protalent” din Chișinău, lider al Forumului Democrat al Românilor din Republica Moldova și editorialist la Vocea Basarabiei.

## Biografie
S-a născut pe 1 octombrie 1949 în satul Cușelăuca din raionul Șoldănești, RSS Moldovenească, Uniunea Sovietică. A terminat școala generală din satul Cotiujenii Mari (raionul Florești). A studiat la Universitatea de Stat din Moldova, Facultatea de Filologie, secția ziaristică (1966-1968), apoi la Institutul Pedagogic „Alecu Russo” din Bălți, Facultatea de Pedagogie și Psihologie (1969-1973). După absolvire, timp de un an a predat psihologia copilului la aceeași instituție, un an a lucrat la Institutul de Cercetări știintifice în domeniul pedagogiei, iar apoi, timp de trei ani (1975-1978), a făcut doctorantura în domeniul creativității și cunoașterii de sine la Institutul de Psihologie din Moscova. A urmat și cursuri de manager în micul business la Academia de Relații Internaționale din Cairo (1977).
Ca scriitor și publicist, a tradus mai multe monografii și manuale de psihologie, a publicat numeroase eseuri, broșuri și cărți pentru copii. Este autorul unei cărți de aforisme și al unei cărți de cântece pentru copii.
În 1991 a devenit președinte al Asociației de Creație TOCONO și a fondat Liceul de Creativitate și Inventică „Prometeu”, primul liceu particular din Moldova. A debutat cu proze scurte în ziarul „Tinerimea Moldovei”. A publicat articole și eseuri în diverse ziare și reviste. A tradus monografii și manuale de psihologie din limba rusă. Ulterior publică manualele de psihologie: „Cunoaște-te pe tine însuți” (1983), „Vârsta barierelor” (1987); iar mai apoi cărți de istorie pentru copii: „Daciada”, „Noi și biografia omenirii”; culegeri de aforisme, de cântece, precum și romane. În curtea Liceului „Prometeu”, a înălțat o biserică, unde au loc lecțiile de religie. În prezent, el construiește o Casă parohială la Mănăstirea Pocăinței „Sfântul Ion Botezătorul”.
În prezent Aurelian Silvestru este editorialist la Vocea Basarabiei și lider al Forumului Democrat al Românilor din Republica Moldova. De asemenea, este redactor la revista „Litere”, subredacția Chișinău. Membru al Societății Scriitorilor Târgovișteni (2010). În cărțile sale Aurelian Silvestru trateză diferite teme, printre care istoria, spiritualitatea și moralitatea.

## Premii și distincții
A fost distins cu premiul Uniunii Scriitorilor din Moldova (2002). Este deținător al medaliei de aur „ProInvest”, decernată la Salonul Internațional de Inventică din Cluj-Napoca (2009). Tot în 2009 i s-a conferit cea mai înaltă distincție de stat a Republicii Moldova – „Ordinul Republicii”.
În 2014, la Congresul IBBY din Mexic, a fost inclus în IBBY Honour List 2014 pentru cartea „Fărâme de suflet”, drept una din cele mai bune cărți pentru copii și urmează să fie tradusă în toate limbile țărilor membre ale Consiliului IBBY. Cărțile sale „Fărâme de suflet” (2011) și „Victoria speranței” (2003) au câștigat premiul „Cartea anului” în Moldova. Cartea sa „A doua șansă” (2011) a câștigat premiul „Simpatia copiilor” (la ediția a VIII-a a Salonului Internațional de Carte pentru Copii, 2004). La ediția a XVIII-a a Salonului Internațional de Carte pentru Copii și Tineret din 2014, Aurelian Silvestru a fost distins cu Premiul „Ion Creangă” pentru întreaga activitate în domeniul cărții pentru copii, acordat de către Institutul Cultural Român „Mihai Eminescu”. În 2014 i-a fost acordată cea mai înaltă distincție a Academiei de Științe a Moldovei, Medalia „Dimitrie Cantemir”.

## Opera
- Cunoaște-te pe tine însuți, Chișinău, Lumina, 1983;
- Vârsta barierelor, Chișinău, Lumina, 1987;
- „Daciada” (manual de istorie pentru clasele I,II,III), Aurelian Silvestru, Nicolae Dabija, Chișinău, TOCONO, 1991;
- Dincolo de imposibil, Chișinău, Prut Internațional, 2001;
- Ispita nemuririi, Chișinău, Museum, 2000;
- Noi și biografia omenirii, Chișinău, Museum, 1998;
- Victoria speranței, Chișinău, Prut Internațional, 2003;
- Templul Bunătății: legende, Chișinău, Prut internațional, 2005;
- Cel rătăcit, roman psihologic, Chișinău, Prut Internațional, 2009;
- Fărâme de suflet, eseuri, Chișinău, TOCONO, 2011;
- A doua șansă, parabole, Chișinău, Prut Internațional, 2011;
- Neodihna cuvintelor, Ed. Bibliotheca, 2012.
- Aventurile lui Ionuț (2013)
- Pragul sau alte Fărâme de Suflet (2014)
- Și tu ești singur? (roman, 2015)
- Ingerii dispar in ploaie(2017)